# Suggrundus cooperi
Suggrundus cooperi is een straalvinnige vissensoort uit de familie van platkopvissen (Platycephalidae). De wetenschappelijke naam van de soort was oorspronkelijk Platycephalus cooperi en is voor het eerst geldig gepubliceerd in 1908 door Charles Tate Regan. De soort werd aangetroffen in de Seychellen en Cargados Carajos tijdens de Percy Sladen Trust Expedition naar de Indische Oceaan in 1905. Ze is genoemd naar C. Forster Cooper, een lid van de expeditie.